# Municipio de Rudyard
El municipio de Rudyard (en inglés: Rudyard Township) es un municipio ubicado en el condado de Chippewa en el estado estadounidense de Míchigan. En el año 2010 tenía una población de 1370 habitantes y una densidad poblacional de 5,87 personas por km².

## Geografía
El municipio de Rudyard se encuentra ubicado en las coordenadas 46°13′10″N 84°37′29″O / 46.21944, -84.62472. Según la Oficina del Censo de los Estados Unidos, el municipio tiene una superficie total de 233.24 km², de la cual 232,16 km² corresponden a tierra firme y (0,46 %) 1,08 km² es agua.

## Demografía
Según el censo de 2010, había 1370 personas residiendo en el municipio de Rudyard. La densidad de población era de 5,87 hab./km². De los 1370 habitantes, el municipio de Rudyard estaba compuesto por el 87,74 % blancos, el 0,36 % eran afroamericanos, el 7,96 % eran amerindios, el 0,73 % eran asiáticos y el 3,21 % eran de una mezcla de razas. Del total de la población el 1,02 % eran hispanos o latinos de cualquier raza.